# Comitatul Trei Scaune
Comitatul Trei Scaune, cunoscut și ca Varmeghia Trei Scaune (în maghiară Háromszék vármegye, în germană Komitat Háromszék), a fost o unitate administrativă a Regatului Ungariei, care a funcționat în perioada 1876-1920. Capitala comitatului a fost orașul Sfântu Gheorghe.

## Geografie
Comitatul Trei Scaune se învecina la nord cu Comitatul Ciuc (Csík), la nord-vest cu comitatele Odorhei (Udvarhely) și Târnava Mare (Nagy-Küküllő), la vest cu Comitatul Brașov (Brassó). În părțile de sud și de est, acest comitat forma granița între Regatul Ungariei și Regatul României. Râul Olt curgea pe teritoriul comitatului. Munții Carpați formau limitele estice și sudice ale comitatului. Suprafața comitatului în 1910 era de 3.889 km², incluzând suprafețele de apă.

## Istorie
Háromszék înseamnă literal „trei scaune”. Regiunea Trei Scaune era formată din trei scaune secuiești: Kézdiszék (Târgu Secuiesc), Orbaiszék (Covasna) și Sepsiszék (Sfântu Gheorghe). Comitatul Trei Scaune a fost înființat în 1876, când structura administrativă a Transilvaniei a fost schimbată. În 1918, urmată fiind de confirmarea Tratatului de la Trianon din 1920, comitatul, alături de întreaga Transilvanie istorică, a devenit parte a României.
După Unirea Transilvaniei cu România, teritoriul acestui comitat a fost inclus în județul Trei Scaune, păstrându-se vechea denumire a regiunii. În perioada 1940-1944, această regiune a fost ocupată de Ungaria, în urma Dictatului de la Viena. Teritoriul Comitatului Trei Scaune se regăsește azi în județele Covasna, Brașov, Bacău ( printre altele localitatea Poiana Sărată) și Vrancea. Județele Bacău și Vrancea au acaparat 1000 km2 din partea estică , muntoasă a județului atât în munții Nemira cât și în munții Trei Scaune . Brașovul a luat zona Vama Buzăului , Teliu, Budila și toți munții din sud până la cumpăna apelor pe masivul Ciucaș. O parte din județul Odorhei a fost alipit județului, până la pasul Hăghimaș, după Vârghiș. Arini a fost de-asemenea lipit Brașovului din cauza unei mine, la fel și Podu Oltului, din considerente strategice.

## Demografie
În 1891, populația comitatului era de 130.008 locuitori, dintre care: 
- Maghiari -- 110.799 (85,22%)
- Români -- 17.360 (13,35%)
- Germani -- 511 (0,39%)
- Slovaci -- 251 (0,19%)

## Subdiviziuni
La începutul secolului 20, subdiviziunile comitatului Trei Scaune erau următoarele:
| Districte (járás)                          | Districte (járás)                    |
| District                                   | Capitală                             |
| ------------------------------------------ | ------------------------------------ |
| Kézdi                                      | Kézdivásárhely --- Târgu Secuiesc    |
| Miklósvár (Micloșoara)                     | Nagyajta --- Aita Mare               |
| Orbai                                      | Kovászna --- Covasna                 |
| Sepsi                                      | Sepsiszentgyörgy --- Sfântu Gheorghe |
| Districte urbane (rendezett tanácsú város) |                                      |
| Kézdivásárhely --- Târgu Secuiesc          |                                      |
| Sepsiszentgyörgy --- Sfântu Gheorghe       |                                      |